# Huisschilder

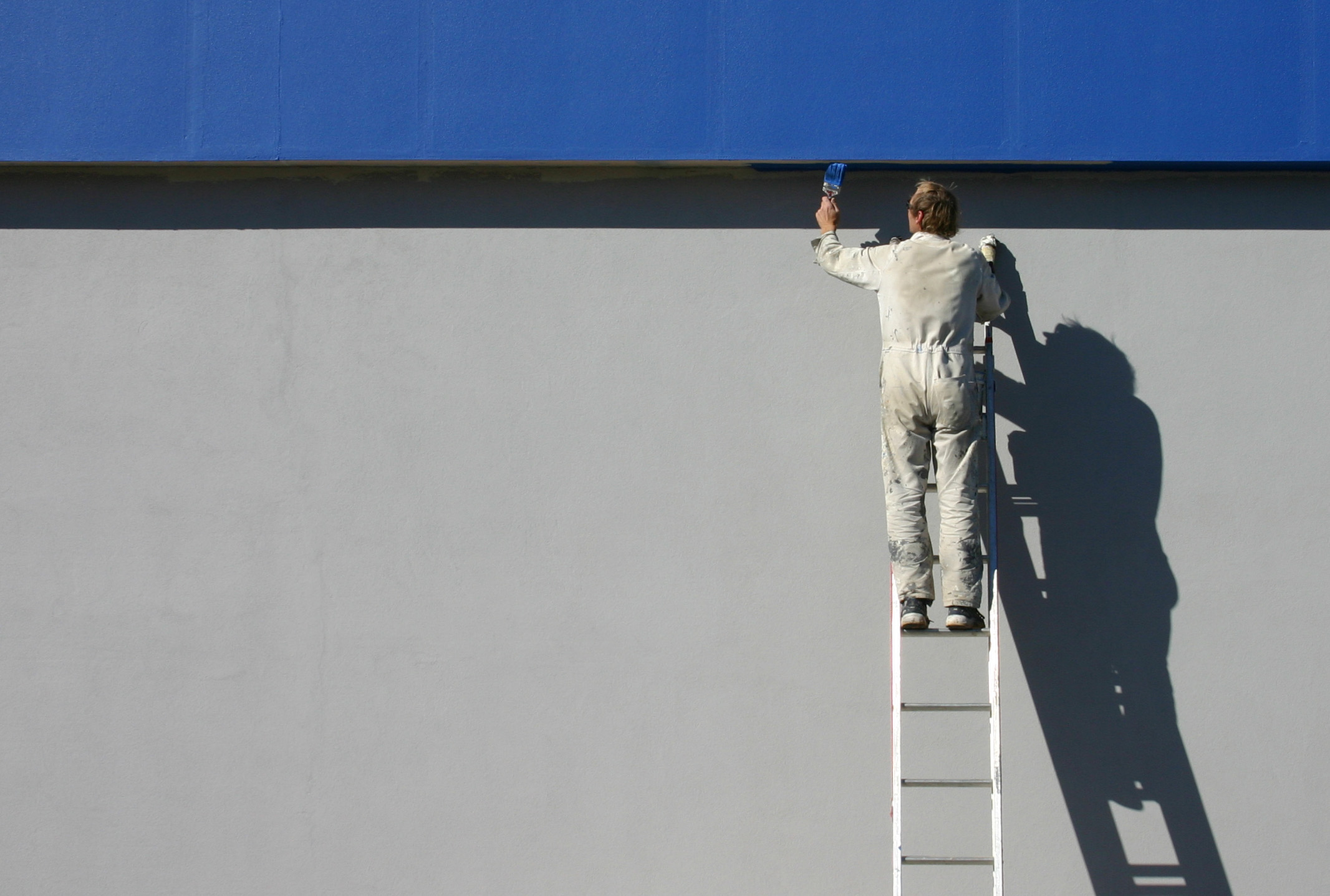
Een huisschilder

Een huisschilder is iemand die het houtwerk of andere materialen van een gebouw van een verflaag voorziet.
De schilder schildert (verft is geen gebruikelijke term onder de vakgenoten) onderdelen van een gebouw of constructie om het te beschermen tegen corrosie, weersinvloeden en andere agressieve vormen van aantasting van de ondergrond. Daarnaast dient de verflaag om het onderdeel te verfraaien. Het materiaal kan variëren van hout, steen en metaal tot kunststoffen. Ook een transparante afwerking met lak of beits kan aangebracht worden door een huisschilder. Het laatste doet men als het onderliggende materiaal te mooi of te kostbaar is om met een kleurlaag te verbergen.  Naast schilderen houdt hij of zij zich vaak ook nog bezig met behangen, glaszetten.

## Geschiedenis
In de middeleeuwen was de schilder lid van een gilde. De meesterschilder werkte met zijn gezellen aan het onderhoud van de gebouwen. Daarnaast moesten de schilders het heraldisch wapen van de stad op de wapenschilden aanbrengen. Hier komt de naam schilder vandaan.

## Opleiding
Een opleiding tot schilder volgen kan in Nederland bij een regionaal opleidingencentrum (roc). Ook bestaat er een mbo-opleiding aan het NIMETO te Utrecht, St. Lucas te Boxtel of het CIBAP te Zwolle om de zogenaamde meesterschilder-titel te behalen.

## Beroepsziekten
- Organisch psychosyndroom (OPS) door schadelijke oplosmiddelen.